# Castruccio Castracane degli Antelminelli
Castruccio Castracane degli Antelminelli (Urbino, 21 de setembro de 1779 – Roma, 22 de fevereiro de 1852) foi um cardeal e bispo católico italiano.

## Biografia

### Origens familiares
Gaetano Castruccio Castracane degli Antelminelli nasceu em 21 de setembro de 1779 em Urbino, legação apostólica de mesmo nome (hoje província de Pesaro e Urbino) e arquidiocese (hoje arquidiocese de Urbino-Urbania-Sant'Angelo in Vado), no Estado Pontifício (hoje na República Italiana); ele era filho de Giuseppe Castracane degli Antelminelli, conde de Coreglia Antelminelli, e da marquesa Maria Gentilina Honorati. Teve pelo menos um irmão, Innocenzo (1780 - 1848), que, como ele, iniciou a carreira eclesiástica e foi primeiro bispo de Cervia (1834 - 1838) e depois de Cesena (1838 - 1848).
A família Antelminelli, originária de Lucca na Toscana, deve sua fortuna ao seu ancestral homônimo, um líder gibelino e senhor da cidade no século XIV; provavelmente, do lado paterno, também era parente do cardeal Giovanni Battista Castrucci (1585). Sua mãe, por outro lado, era irmã do cardeal Bernardino Honorati (1777), que era, portanto, seu tio e o patrocinou durante seus anos de formação.

### Formação e ministério sacerdotal
Depois de receber o ensino primário, continuou o ensino secundário no Collegio dei Nobili, com sede no Palazzo del Collegio Raffaello em sua cidade natal, Urbino, sob a direção dos padres Piaristas. Mais tarde mudou-se para a capital do Estado Pontifício, onde primeiro frequentou o Colégio Romano e depois em 1803 tornou-se aluno da prestigiosa Academia de nobres eclesiásticos, onde se deu a formação diplomática de descendentes eclesiásticos de famílias nobres; nesse ano foram admitidos outros 15 alunos, incluindo os futuros bispos Nicola Mattei Baldini, Carlo Zen e Rodolfo Brignole Sale. Completou seus estudos após quatro anos, em 1807.
Mais tarde, recebeu a ordenação sacerdotal e passou a servir na Cúria Romana, mas não há outras notícias sobre esses primeiros anos de seu ministério. Após a segunda restauração do Estado Pontifício e o retorno estável do Papa Pio VII a Roma, em 1816 ingressou na Congregação da Fabbrica di San Pietro como juiz, tornando-se mais tarde seu tesoureiro. Em 18 de dezembro de 1825 o Papa Leão XII o nomeou, quarenta e seis anos, secretário da Congregação para os Assuntos Eclesiásticos Extraordinários; sucedeu a Giuseppe Antonio Sala, que foi simultaneamente nomeado secretário da Congregação dos Ritos. Este órgão, no qual trabalhou por três anos, não tinha prefeito e se preocupava com as relações diplomáticas e acordos entre a Santa Sé e os outros Estados.
Em 15 de dezembro de 1828, o papa o transferiu, quarenta e nove, para o cargo de secretário da Congregação da Propaganda Fide; ele sucedeu Pietro Caprano, cardeal publicado no consistório do mesmo dia. O dicastério gerenciou a promoção da atividade missionária nos países em processo de cristianização e foi um dos mais importantes da Cúria Romana; aqui trabalhou por cinco anos, tornando-se um colaborador próximo, primeiro do cardeal prefeito Mauro Cappellari, OSBCam., depois eleito papa com o nome de Gregório XVI em 2 de fevereiro de 1831, e depois do cardeal Carlo Maria Pedicini.

### Cardinalato
Consciente de sua capacidade, o Papa Gregório XVI o fez cardeal no consistório de 15 de abril de 1833, aos cinquenta e três anos; em 18 de abril lhe foi conferido o galero dos cardeais e o título presbiteral de San Pietro in Vincoli, deixado vago três dias antes pelo cardeal Joachim-Jean-Xavier d'Isoard, que havia optado pelo da Santíssima Trindade em Monte Pincio como igreja nacional dos franceses em Roma. Ele tomou posse de seu título durante uma cerimônia subsequente.
Em 11 de dezembro de 1834, o mesmo papa o nomeou, com cinquenta e cinco anos, prefeito da Congregação das Indulgências e Relíquias Sagradas; sucedeu ao cardeal Luigi Del Drago, que foi simultaneamente nomeado presidente da Comissão de Aids. O dicastério tratou precisamente da autenticação das relíquias durante os processos de reconhecimento e concessão de indulgências, muitas vezes em troca de dinheiro. Em 7 de outubro de 1837, também recebeu o cargo de pró-secretário dos Memoriais, que o cardeal Giacomo Giustiniani havia deixado para cuidar melhor de seus outros cargos; esses memoriais eram súplicas, tanto na esfera espiritual quanto material, enviadas pelos fiéis e depois, uma vez examinadas pelo secretário, submetidas ao papa.
Em 12 de novembro de 1839, o papa o transferiu, aos sessenta anos, para o escritório da Penitenciária Maior; ele sucedeu ao cardeal Emmanuele De Gregorio, que morreu cinco dias antes, aos oitenta anos. Encontrava-se assim à frente de um dos mais antigos dicastérios da Cúria Romana, em funcionamento desde o início do século XIII, que tratava da absolvição dos pecados e da concessão de dispensas reservadas à Sé Apostólica; ocupou o cargo até sua morte.

### Ministério episcopal
Durante o consistório de 22 de janeiro de 1844, o pontífice permitiu-lhe optar pela ordem dos cardeais bispos com a atribuição da sé suburbicária de Palestrina, deixada vaga pelo cardeal Vincenzo Macchi, simultaneamente transferida para a sé suburbicária do Porto, Santa Rufina e Civitavecchia. Recebeu a consagração episcopal no dia 11 de fevereiro seguinte, na Basílica de São Pedro, no Vaticano, por imposição das mãos do próprio Papa Gregório XVI, tendo como co-consagradores os cardeais Costantino Patrizi Naro, vigário geral de Sua Santidade para a diocese de Roma , e Gabriele Ferretti, que entretanto o sucedeu como prefeito da Congregação para as indulgências e relíquias sagradas. Ele tomou posse da sede suburbicária durante uma cerimônia subsequente realizada na catedral de Sant'Agapito martire em Palestrina.
Em 19 de janeiro de 1846, tornou-se camareiro do Colégio dos Cardeais, cargo que geralmente durava um ano e consistia na administração financeira do Sacro Colégio e na celebração do funeral dos cardeais falecidos, sucedendo ao cardeal Pietro Ostini. No dia 1º de junho seguinte, ele recitou as orações pelos moribundos ao lado do leito do Papa Gregório XVI, falecido naquela mesma manhã, e depois participou do conclave seguinte, que terminou com a eleição ao trono papal do cardeal Giovanni Maria Mastai-Ferretti com o nome de Pio IX. Ele terminou seu papel como camareiro em 1847, quando o cardeal Mario Mattei assumiu.
Depois que as revoltas revolucionárias fizeram o papa fugir para Gaeta e a consequente proclamação da República Romana, de dezembro de 1848 a julho de 1849 ocupou o cargo de presidente da comissão administrativa do governo papal no exílio.
Ele morreu em 22 de fevereiro de 1852 em Roma, com a idade de setenta e dois anos. O corpo foi exposto dentro da basílica de San Pietro in Vincoli, seu antigo título, onde ocorreu o funeral solene na presença, entre outros, do Papa Pio IX; no final da celebração o corpo foi sepultado, segundo a sua vontade, no interior da mesma igreja junto ao túmulo de Júlio II. O epitáfio, que está localizado no pilar da contrafachada esquerda, ou na parede oposta ao túmulo, foi composto por Alessandro Angeloni, Arcebispo Metropolitano de Urbino, e Antonio Ligi Bussi, O.F.M.Conv., Arcebispo titular de Icônio e vice-gerente da diocese de Roma; lê-se:

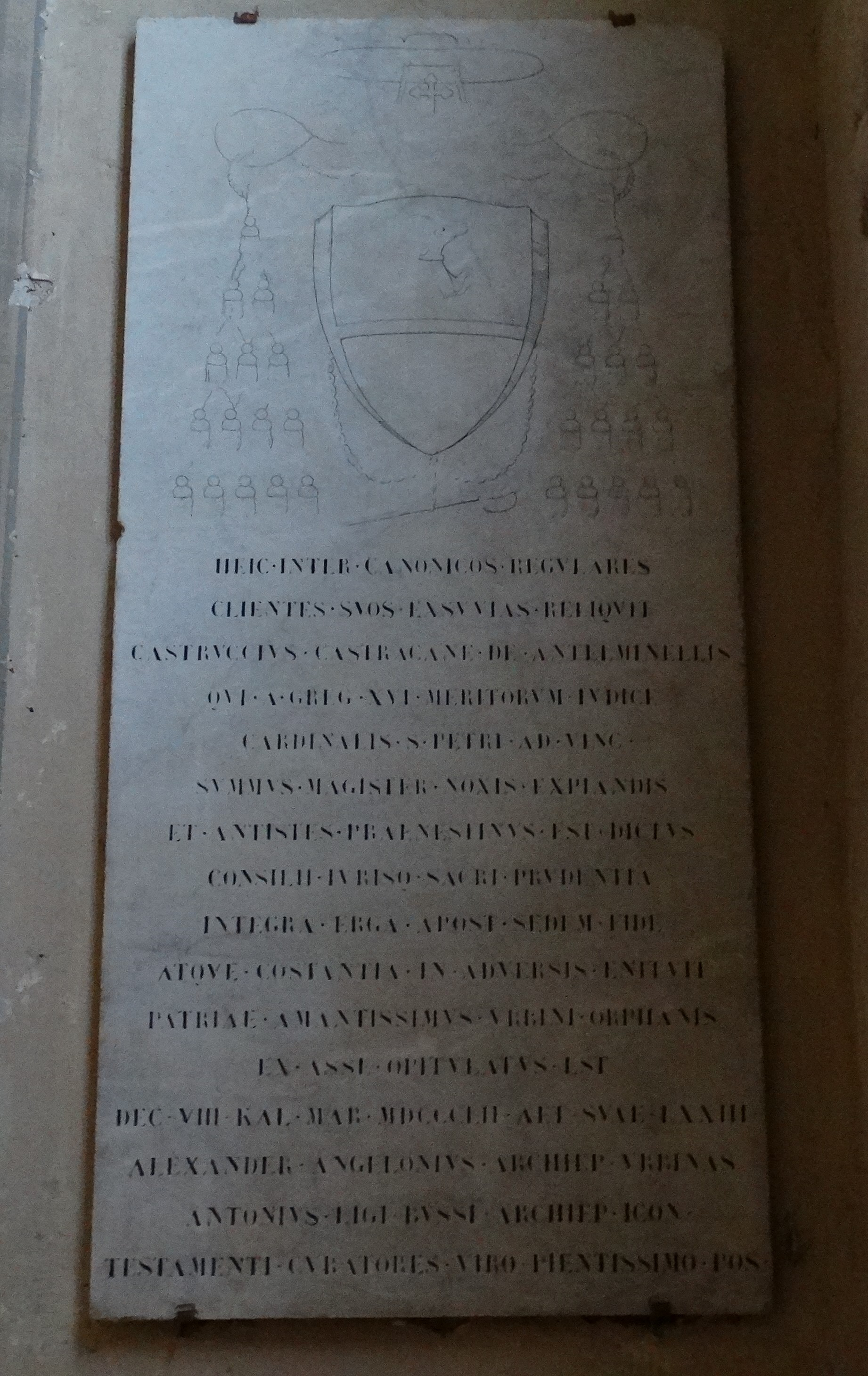
Epitáfio sobre a tumba do cardial na Basílica de São Pedro Acorrentado.

«HIEC • INTER • CANONICOS • REGVLARES

CLIENTES • SVOS • EXVVIAS • RELIQVIT

CASTRVCCIVS • CASTRACANE • DE • ANTELMINELLIS

QVI • GREG • XVI • MERITORVM • IVDICE

CARDENALIS • S • PETRI • AD • VINC

SVMMVS • MAGISTER • NOXIS • EXPLANDIS

ET • ANTISTES • PRAENESTINVS • EST • DICTVS

CONSILII • IVRISO • SACRI • PRVDENTIA

INTEGRA • ERGA • APOST • SEDEM • FIDE

ATQVE • COSTANTIA • IN • ADVERSIS • ENITATI

PATRIAE • AMATISSIMVS • VRBINI • ORPHANIS

EX • ASSE • OPITVLATVS • EST

DEC • VIII • KAL • MAR • MDCCCLII • AET • SVAE • LXXXIII

ALEXANDER • ANGELONIVS • ARCHIEP • VRBINAS

ANTONIVS • LIGI • BVSSI • ARCHIEP • ICON

TESTAMENTIS • CVRATORES • VIRO • PIENTISSIMO • POS» (em latim)